# Serjania lineariifolia
Serjania lineariifolia är en kinesträdsväxtart som beskrevs av Lippold. Serjania lineariifolia ingår i släktet Serjania och familjen kinesträdsväxter. Inga underarter finns listade i Catalogue of Life.